# Discographie de Björk

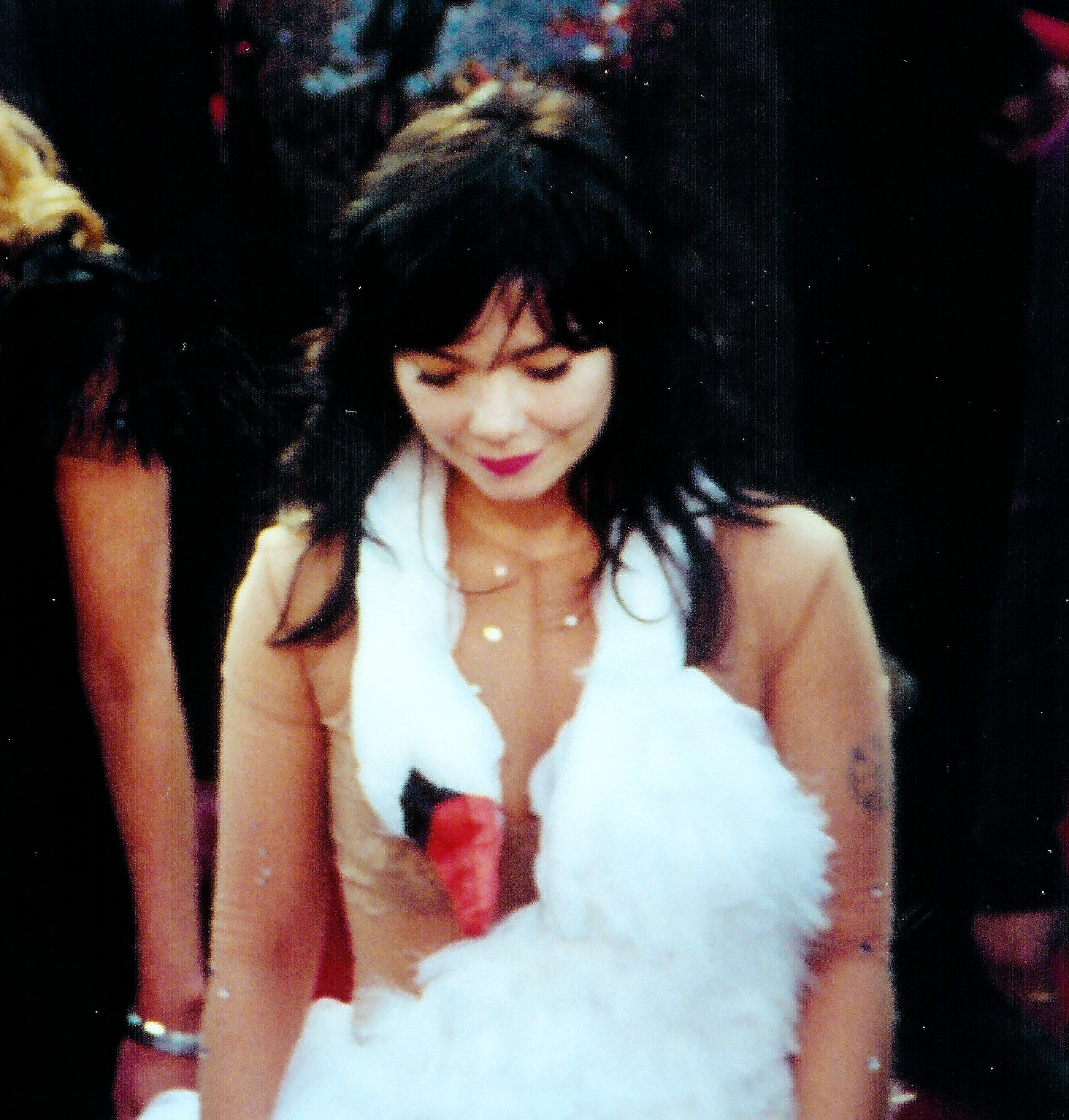
Björk et la célèbre « robe du cygne » créée par Marjan Pejoski (ici lors de la cérémonie des Oscars en 2001).

Discographie complète de Björk.

## Groupes

### Tappi Tíkarrass

#### Albums et bootleg
- Bítið Fast Í Vítið (1982) (5 titres)
- Miranda (1983)
- Miranda (+ bonus tracks) (bootleg)

#### Collaborations
(compilations si non précisé)
- Rokk Í Reykjavík (1982 /1993) - 2 chansons
- Örugglega (1983) - 1 chanson
- Satt 3 (1984) de Björgvin Gíslason - 2 chansons
- Tvær Í Takinu (1984) - 1 chanson
- Nælur (1998) - 2 chansons
- Island (1991) de Current 93 - 1 chanson : Falling[1]

### KUKL

#### Albums et singles
- Söngull (1983) (single)
- The Eye (1984)
- KUKL à Paris 14.9.84 (1984)
- Holidays In Europe (The Naughty Nought) (1986)

#### Collaborations
- Geyser - Anthology Of The Icelandic Independent Music Scene Of The Eighties (1987)

### The Sugarcubes

#### Albums
- Life's Too Good (1988)- 11 éditions différentes
- Here Today, Tomorrow, Next Week! (1989) -11 éditions différentes
- Illur Arfur! (1989) - 3 éditions différentes
- Stick Around For Joy (1992) - 8 éditions différentes
- It's It (1992) - 9 éditions différentes dont une version double CD

#### Singles et EP
- Einn Mol Á Mann
- Birthday - 8 éditions différentes
- Birthday Christmas Mix - 2 éditions différentes
- Birthday Remixes - 6 éditions différentes
- Coldsweat - 8 éditions différentes
- Coldsweat Meat Mix - 2 éditions différentes
- Deus - 4 éditions différentes
- Motorcrash - 8 éditions différentes
- Regina - 10 éditions différentes
- Tidal Wave
- 11.12
- 7.8
- CD.6
- Planet - 8 éditions différentes
- Hit - 6 éditions différentes
- Walkabout - 7 éditions différentes
- Vitamin - 4 éditions différentes
- Leash Called Love - 2 éditions différentes

#### Bootlegs
- Delicious Demons
- Have An Ice Day
- Have A Nice Deus...
- Ding A Ling A Ling
- Björk And The Sugarcubes - 2 éditions différentes
- Björk And The Sugarcubes, Live + Bonus Track
- Hit The North Atlantic

## Carrière solo

### Albums

#### Albums studio
- Björk (1977)
- Debut (1993)
- Post (1995) - album classé parmi « les 50 plus grands albums de tous les temps » catégorie « Women who rock » par le magazine Rolling Stone)[2]
- Homogenic (1997)
- Vespertine (2001)
- Medúlla (2004)
- Volta (2007)
- Biophilia (2011)
- Vulnicura (2015)
- Utopia (2017)
- Fossora (2022)

#### Bandes originales
- Selmasongs (2000) - bande originale du film Dancer in the Dark
- Drawing Restraint 9 (2005) - bande originale du film homonyme

#### Albums de remixes, lives et compilations
- The Best Mixes from the Album Debut for All the People Who Don't Buy White Labels (1994) - album de remixes
- Telegram (1996) - album de remixes
- Family Tree (2002) - titres rares, enregistrements en public et une partie Best Of
- Greatest Hits (2002) - compilation Best Of
- Live Box (2003) - compilation d'enregistrements en public
- Army of Me: Remixes and Covers (2005) - album de remixes et de reprises de la chanson Army of Me
- Surrounded (2006) - coffret de rééditions (Debut, Post, Homogenic, Selmasongs, Vespertine, Medúlla, Drawing Restraint 9)
- Voltaïc (2009) - enregistrements en public, remixes et vidéos de Volta
- Bastards (2012) - album de remixes de Biophilia
- Vulnicura Strings (2015) - enregistrements en public, versions acoustiques (cordes, voix et viola organista)

### Singles
- 1993 :
  - Human Behaviour
  - Venus as a Boy
  - Play Dead
  - Big Time Sensuality
- 1994 :
  - Violently Happy
- 1995 :
  - Army of Me
  - Isobel
  - It's Oh So Quiet
- 1996 :
  - Hyperballad
  - Possibly Maybe
  - I Miss You
- 1997 :
  - Jóga
  - Bachelorette
- 1998 :
  - Hunter
  - Alarm Call
- 1999 :
  - All Is Full of Love
- 2001 :
  - Hidden Place
  - Pagan Poetry
- 2002 :
  - Cocoon
  - It's in our Hands
- 2004 :
  - Oceania
  - Who Is It?
- 2005 :
  - Triumph of a Heart
- 2006 :
  - Where is the Line?
- 2007 :
  - Earth Intruders
  - Innocence
  - Declare Independence
- 2008 :
  - Wanderlust
  - The Dull Flame of Desire
  - Náttúra
- 2010 :
  - The Comet Song
- 2011 :
  - Crystalline
  - Cosmogony
  - Virus
- 2017 :
  - The Gate
- 2018 :
  - Blissing Me
  - Arisen My Senses
- 2022 :
  - Atopos
  - Ovule
  - Ancestress
  - Fossora

## Autres

### Collaborations
- 1983 - Örugglega (Steinar Music), compilation de Björgvin Gíslason
- 1984 - Tvær í Takinu (Spor), compilation
- 1987 - Hvít er Borg og Bær (Smekkleysa/Bad Taste), compilation
- 1987 - Loftmynd (Gramm), album de Megas
- 1988 - Höfuðlausnir (Gramm), album de Megas
- 1990 - Gums (Smekkleysa), album de Bless
- 1990 - Gling-Gló (Smekkleysa, One Little Indian Records, Mother Records), avec le Tríó Guðmundar Ingólfssonar
- 1991 - Ex:el (ZTT), album de 808 State. Björk coécrit et interprète Qmart et Ooops
- 1991 - Island (Durtro), album de Current 93 avec aussi Hilmar Örn Hilmarsson
- 1992 - Sódóma Reykjavík (Skífan), compilation
- 1993 - The Young Americans (Island Records) bande originale du film homonyme réalisé par David Arnold - chanson Play Dead
- 1993 - Núll & Nix (Smekkleysa), compilation
- 1994 - Welcome to the Future 2 (One Little Indian Records), compilation
- 1994 - Chansons de Mers Froides (Columbia Records), album de Hector Zazou
- 1994 - Smekkleysa í Hálfa Öld (Smekkleysa), compilation
- 1994 - Bedtime Stories (Maverick Records), de Madonna
- 1995 - Welcome to the Future 3 (One Little Indian Records), compilation
- 1996 - Nearly God (Durban Poison/Island Records), album de Tricky. Björk participe à Keep Your Mouth Shut et Yoga
- 1996 - Childline (Polygram), album de la Childline Organization
- 1996 - Stressed Out (Jive), single de A Tribe Called Quest
- 1996 - Anton (Jutlandia Film), bande originale. Björk interprète Nu flyver Anton en danois
- 1997 - Not for Threes (Warp Records), album de Plaid. Björk coécrit et interprète Lilith
- 1997 - Stelpurnar Okkar 1970-1994 (Spor), compilation
- 1997 - Phenomenon (RCA), album de Tony Ferrino
- 1999 - Dans la peau de John Malkovich (Source), bande originale du film de Spike Jonze - Björk interprète Amphibian en islandais
- 2006 - The Rose Has Teeth in the Mouth of a Beast (Matador Records), album de Matmos - Björk participe à Roses and Teeth for Ludwig Wittgenstein
- 2010 - Innundir skinni (One Little Indian Records), album de Ólöf Arnalds - Björk participe à Surrender
- 2010 - Mount Wittenberg Orca (auto-édité), Extended play de Dirty Projectors
- 2010 - Les Moomins et la chasse à la comète (Wellhart / One Little Indian Records), bande originale du film de Maria Lindberg - Björk interprète The Comet Song, chanson uniquement distribuée en téléchargement légal sous format MP3
- 2010 - Swanlights (Secretly Canadian), album de Antony and the Johnsons - Björk participe à Flétta

### DVD musicaux

#### Live
- 1998: Free Tibet - The Motion Picture
- 2002: Live in Cambridge 1998
- 2002: Unplugged - Live n' loud
- 2002: Vespertine Live at Royal Opera House
- 2003: Vessel: debut tour 1993/1994

#### Clips

##### Compilations
- 1999: Volumen
- 2002: Volumen 2
- 2002: Greatest Hits 1993 - 2003
- 2003: Volumen Plus
- 2005: Medúlla videos

##### DVD Singles
- 1999: All is Full of Love
- 2001: Hidden Place
- 2001: Pagan Poetry
- 2002: Cocoon
- 2002: It's in Our Hands
- 2004: Who is it
- 2005:   Triumph of a Heart

#### Documentaires
- 2003: Inside Björk
- 2004: The Making of Medúlla